# Donna Martin
Donna Marie Martin-Silver (født 25. december 1974), spillet af Tori Spelling, er en fiktiv figur i tv-serien Beverly Hills 90210. Donna skal også medvirke i den nye omgang af Beverly, serien 90210. 

## Donna
Donna er i første sæson, præsenteret som Kellys bedste ven og hun bliver senere også ven med Brenda. Hun opdager i high school, at hun har indlæringsproblemer. Hun tager med Brenda til Paris en sommer og er der tæt på at blive professionel model. 

### Familie og venner
- David Silver: først kæreste i flere år og til sidst hendes mand
- Dr. John Martin: far (dør i 2000)
- Felice Martin: mor
- Dr. Mel Silver: svigerfar
- Kelly Taylor: ven, senere svigerinde
- Brandon Walsh
- Brenda Walsh
- Steve Sanders
- Andrea Zuckerman
- Dylan McKay
- Gina Kincaid: først kusine/senere halvsøster

## Forhold
Donnas første rigtig kæreste er David Silver, som beslutter at komme sammen ved et skolebal. Efter at have været sammen i nogle måneder, forsøger David at få Donna til at gå i seng med ham, hvor hun tilstår og siger at hun er jomfru og at hun vil vente, til hun bliver gift. David vil gerne vente til hun er klar og deres forhold fortsætter. David hjælper også Donna da hun opdager sin mors affære med en anden mand. 
David er Donna utro i sommeren, men han undskylder og siger, at han elsker hende. Donna tilgiver ham bagefter. Et år senere, forsøger David igen at komme i seng med Donna, men hun vil fortsat vente. Hun går dog med til det til et skolebal. Men Donna drikker for meget champagne og bliver fuld og det går i vasken. Donna får efterfølgende at vide, at hun ikke kan dimittere, på grund af en studentprotest. Hun får dog senere tilladelse at dimittere.
Det næste år, fortsætter Donna og Davids forhold og David prøver igen at få hende med i seng. Donna og David bliver også værter på et radio show. På et tidspunkt går Donna med til at have sex med David, men da de er klar og er ved at komme i gang, bliver de afbrudt og Donna vil fortsat vente. David bliver vred på Donna og han slår op med hende.
David begynder efterfølgende at tage stoffer, inklusiv methamfetamin. Da Donna finder ud af at David er på stoffer, prøver hun at hjælpe ham. På grund af dette, finder de sammen igen. Uheldigvis, finder Donna nogle måneder senere David i færd med at have sex med en anden pige i en limousine. Donna slår derfor op med David. 
Det følgende år, begynder Donna at komme sammen med Ray. Ray spiller guitar og bygningsarbejder. Ray respekterer Donna jomfrulighed og skriver en sang til hende. Ray fortæller Donna, at han ikke vil presse hende til noget, hun ikke vil. Donna og Ray tilbringer deres ferier sammen og deres forhold bliver mere intimt. Ray tog Donna med til en rock koncert og viser hende hans verden. Donna får efterfølgende Ray til at spille i "After Dark". 
Nogle måneder senere, prøver en mand ved navn Garret Slan, at voldtage Donna. Han holder en kniv mod Donnas hals, men så kommer David heldigvis til undsætning. 
Donna er sammen med Ray i 1 år, hvor han pludselig bliver voldelig med hende. Han smider hende ned af nogle trapper i Palm Springs, men hun lyver om sine mærker til sine venner og bliver hos ham. Det er først da hun finder ud af, at han var hende utro med Valerie, at hun forlader ham. Donna begynder nu at komme sammen med Joe Bradley. Ray begynder nu at chikanere det nye par. 
Donna kommer dog tilbage til David efter nogle måneder. Da Garret Slan dukker op i Donnas liv igen, beskytter David Donna. Donna bliver senere taget som gidsel på CUs tv-stadion af en sindssyg stalker. 
Donna hjælper David, da han får diagnosen manisk depressiv. David bliver kort også indlagt på hospitalet. David tog Donna med på en tur, fordi han ville i seng med hende, men hun fortæller ham igen, at hun vil vente. På deres dimissionsaften, fortæller Donna David, at hun er klar og efter mange års venten, går de i seng sammen. 
Ikke længe efter flytter de ind sammen. Men da David bruger en check i Donnas navn, bliver hun vred og slår op med ham. Hun har derefter et længerevarende og stormfuldt forhold med Noah, men det forhold slutter og hun kommer tilbage til David. David frier ikke længe efter til Donna. 
Donna og David bliver gift i seriens allersidste episode.
Otte år senere, i den nye serie, ejer Donna en meget populær tøjbutik i Beverly Hills.

## Indflydelse på en popkultur
I 19. episode ABC Family-serien GREEK, synger karakteren Beaver "Donna Martin Graduates". 